# Miss Slowakei

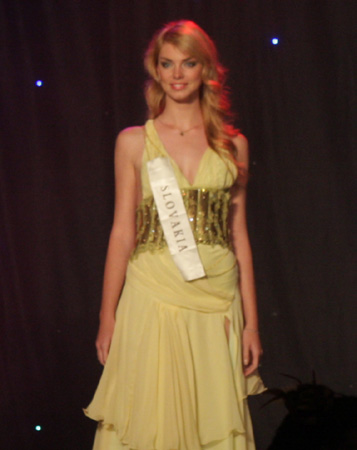
Edita Krešáková, Miss Slowakei 2008

Miss Slowakei ist ein jährlicher nationaler Schönheitswettbewerb in der Slowakei.
Vor der Unabhängigkeit der Slowakischen Republik (zum 1. Januar 1993) nahmen unverheiratete Frauen des Landes an den Wahlen zur Miss Tschechoslowakei teil. Im Jahr 1993 gab es zunächst noch eine gemeinsame Veranstaltung mit der Siegerin Silvia Lakatošová.
Der Wettbewerb um Miss Slowakei wurde erstmals 1995 (?) ausgetragen. Veranstalter ist seit 1996 die Forza-Produktionsgesellschaft, ab 1998 in Zusammenarbeit mit der Agentur Oklamčák sowie dem Fernsehsender TV Markíza.
Forza besitzt auch die slowakischen Lizenzen für die Teilnahme an der Miss World, Miss Europe und Miss International.
Die von Jozef Oklamčák gegründete und nach ihm benannte Model-Agentur organisierte bis 1998 den Wettbewerb um die Miss Slowakische Republik (Miss Slovenskej Republiky). Die Siegerinnen nahmen zeitweise an der Miss International teil.
Die Kandidatinnen für die Miss Universe werden von einem weiteren Unternehmen ermittelt – der Model-Agentur In Agency. Sie gehört der ehemaligen Schönheitskönigin Silvia Lakatošová (Teilnehmerin an der Miss Europe 1993 und Miss Universe 1994). Sie übernahm 1998 von Oklamčák zunächst den Titel Miss Slowakische Republik und änderte ihn später in Miss Universe Slowakische Republik (Miss Universe® Slovenskej Republiky).
Ein Wettbewerb um die Queen of Slovakia wurde in den 1990er Jahren vom Queen of the World-Lizenznehmer Peter Steinhübel organisiert. Steinhübel galt als der slowakischen Unterwelt zugehörig und wurde im August 1999 ermordet. Deshalb wurde dieser Wettbewerb nach dem Finale 1998 eingestellt. Später hat die Queen of Slovakia und Queen of the World von 1997, Natália Kacinová, die Lizenz erworben und im Jahr 2006 den Wettbewerb erstmals wieder durchgeführt.
Für ihre Queen of Slovakia Agency  hält sie die Teilnahme-Konzessionen zur Queen of the World und Queen of Universe.

## Die Siegerinnen

### Miss Slowakei
| Jahr | Name                   |
| ---- | ---------------------- |
| 1995 | Iveta Jankulárová      |
| 1996 | Vladimíra Hreňovčíková |
| 1997 | Lucia Povrazníková     |
| 1998 | Karolína Čičátková     |
| 1999 | Andrea Verešová        |
| 2000 | Janka Horečná          |
| 2001 | Jana Ivanová           |
| 2002 | Eva Verešová           |
| 2003 | Adriana Pospíšilová    |
| 2004 | Mária Sándorová        |
| 2005 | Ivica Sláviková        |
| 2006 | Magdaléna Šebestová    |
| 2007 | Veronika Husárová      |
| 2008 | Edita Krešáková        |
| 2009 | Barbora Franeková      |
| 2010 | Marína Georgievová     |

### Miss (Universe) Slowakische Republik
| Jahr | Name                      |
| ---- | ------------------------- |
| 1993 | Karin Majtánová           |
| 1994 | Nikoleta Mészarosová      |
| 1995 | Jana Sluková              |
| 1996 | Marcela Jánová (?)        |
| 1997 | Monika Šulíková (?)       |
| 1998 | [Zuzka] Zuzana Fábryová   |
| 1999 | Aneta Kuklová             |
| 2000 | [Mirka] Miroslava Kysucká |
| 2001 | Zuzana Basturová          |
| 2002 | Eva Dzodlová              |
| 2003 | Petra Mokrošová           |
| 2004 | Zuzana Dvorská            |
| 2005 | Michaela Drenčková        |
| 2006 | Judita Hrubyová           |
| 2007 | Lucia Senášiová           |
| 2008 | Sandra Manáková           |
| 2009 | Denisa Mendrejová         |
| 2010 | Anna Amenová              |

### Queen of Slovakia
| Jahr      | Name              |
| --------- | ----------------- |
| bis 1996  | ?                 |
| 1997      | Natália Kacinová  |
| 1998      | ?                 |
| 1999–2005 | nicht ausgetragen |
| 2006      | Eva Mráziková     |
| 2007–2008 | nicht ausgetragen |